# Beyond Sanctorum
Beyond Sanctorum es el segundo álbum de estudio de Therion realizado en enero de 1992 y remasterizado en el 27 de noviembre de 2000 bajo su actual discográfica Nuclear Blast como una parte del box-set The Early Chapters of Revelation, el cual contiene las canciones de este álbum remasterizadas y canciones bonus.

## Canciones
1. "Future Consciousness" – 5:00
2. "Pandemonic Outbreak" – 4:21
3. "Cthulhu" – 6:12
4. "Symphony of the Dead" – 6:49
5. "Beyond Sanctorum" – 2:36
6. "Enter the Depths of Eternal Darkness" – 4:46
7. "Illusions of Life" – 3:20
8. "The Way" – 11:06
9. "Paths" – 2:03

### Remasterizacion
La versión remasterizada del 2000 contiene las siguientes canciones:
1. "Tyrants of the Damned" – 3:43
2. "Cthulhu" (Versión Demo) – 6:10
3. "Future Consciousness" (Versión Demo) – 5:07
4. "Symphony of the Dead" (Versión Demo) – 6:13
5. "Beyond Sanctorum" (Versión Demo) – 2:29

## Personal

### Therion
- Christofer Johnsson – vocales, guitarra, bajo
- Peter Hansson – teclados
- Oskar Forss – batería

### Músicos invitados
- Magnus Eklöv
- Anna Granqvist
- Fredriq Lundberg

### Producción
- Rex Gisslén – productor
- Kristian Wåhlin – portada

- Datos: Q608033